# الغيظة الصغيرة (المهرة)

تعديل مصدري - تعديل

الغيظة الصغيرة هي إحدى قرى عزلة سيحوت بمديرية سيحوت التابعة لمحافظة المهرة، بلغ تعداد سكانها 587 نسمة حسب تعداد اليمن لعام 2004.